# Hans von Herwarth
Hans von Herwarth, właśc. Hans-Heinrich Herwarth von Bittenfeld (ur. 14 lipca 1904 w Berlinie, zm. 21 sierpnia 1999 w zamku Küps w Bawarii) – niemiecki dyplomata i wojskowy. Wywodził się ze starego (od XII wieku) patrycjuszowskiego rodu z Augsburga, którego przedstawiciele byli przez stulecia znaczącymi bankierami i kupcami. Wnuk jednego z twórców Hakaty, Heinricha Tiedemanna.

## Życiorys
W latach 1931–1939 osobisty sekretarz ambasadora Rzeszy w Moskwie, hr. Friedricha von Schulenburga. Przeciwnik Hitlera i NSDAP, 24 sierpnia 1939, chcąc zapobiec wojnie, przekazał zaprzyjaźnionym dyplomatom amerykańskim (Charles E. Bohlen) i włoskim (Guido Relli) informacje o rokowaniach niemiecko-sowieckich oraz pełny tekst tajnego protokołu do paktu Ribbentrop-Mołotow, dotyczącego podziału wpływów w Europie Środkowo-Wschodniej.
Od 25 sierpnia 1939 w Wehrmachcie, żołnierz 1 Brygady Kawalerii. Służba wojskowa zabezpieczyła go przed represjami związanymi z pochodzeniem żydowskim (babka Julia von Herwarth z domu Haber). Od sierpnia 1942 adiutant generała Ernsta Köstringa, nadzorującego cudzoziemskie formacje ochotnicze przy Wehrmachcie (oddziały kozackie, rosyjskie, ukraińskie, gruzińskie, turkmeńskie i inne). Związany osobiście z pułkownikiem Clausem von Stauffenbergiem, spiskiem antyhitlerowskim i zamachem na Hitlera 20 lipca 1944. Przyjaciele nie wydali go podczas przesłuchań Gestapo.
Po wojnie dyplomata RFN, bliski współpracownik kanclerza Konrada Adenauera, szef protokołu MSZ RFN, ambasador w Londynie i Rzymie.
Hans von Herwarth był krewnym polskiego historyka i dziennikarza Pawła Zaremby, którego matką była Nadzieja-Jadwiga z domu Herwarth.